# Par une nuit où la lune ne s'est pas levée
Par une nuit où la lune ne s'est pas levée est un roman de l'écrivain français d'origine chinoise Dai Sijie paru en 2007.

« Les péripéties au cours des siècles d'un manuscrit sur rouleau de soie forment le fil conducteur de ce roman aux récits savamment emboîtés. Dai Sijie, revisitant l'histoire de la Chine et celle du bouddhisme, y rend un hommage fervent aux créations de l'esprit les plus subtiles – et notamment à la langue écrite ou calligraphiée, qui répand sur chaque page son mystère obsédant. »